# بی‌سی اورارتو
بی‌سی اورارتو (ارمنی: Ուրարտու բասկետբոլային ակումբ) یک تیم حرفه‌ای بسکتبال در ارمنستان می‌باشد این تیم در سال ۲۰۱۶ بنیانگذاری شده و در شهر ایروان مستقر می‌باشد. این تیم یکی از اعضای موسس لیگ برتر بسکتبال ارمنستان می‌باشد.